# Andréka Hajnal
Andréka Hajnal (más néven: Andréka Hajnalka) (Budapest, 1947. november 17. – ) magyar matematikus, logikatudós, egyetemi tanár. A matematikai tudományok kandidátusa (1978), a matematikai tudományok doktora (1992).

## Életpályája
1966–1971 között az ELTE TTK matematika szakán tanult. 1971–1977 között a Nehézipari Minisztérium Számítógépközpontjának munkatársa volt. 1977-től a Magyar Tudományos Akadémia Rényi Alfréd Matematikai Kutatóintézetének munkatársa, tanácsadója, az algebrai logikai osztály vezetője. 1978-ban Ph.D fokozatot szerzett.

### Munkássága
Részt vett az első tételbizonyító program (1972) és az első magyar programhelyesség-ellenőrző program (1973), a Magyar Prolog, a magyar programozás-logikai, illetve logikai programozási iskola létrehozásában. Többször volt vendégprofesszor az észak-amerikai egyetemeken. Nemzetközi folyóiratokban több mint 60 publikációja jelent meg.
Kutatási területe:
- a számítástudomány és a logika matematikai alapjai
- algebrai logika
- az univerzális algebrai és kategória-elméleti közelítések a logikához
- jelentéstan
- szemantika
- absztrakt modellelmélet
- nemklaszikus és filozófiai logika

## Családja
Szülei: Andréka Pál és Molnár Réka. 1975-ben házasságot kötött Németi István (1942-) matematikussal.

## Díjai
- Akadémiai Pályázati Díj (1974)
- Grünwald Géza-díj (1975)
- Farkas Gyula-díj (1978)
- Kalmár László-díj (1979)[5]
- Rényi-díj (1987)[6]